# Przydział kwaterunkowy
Przydział kwaterunkowy – potoczna nazwa decyzji administracyjnej, wydawanej przez organ Rady Narodowej (właściwy dla spraw lokalowych organ prezydium miejskiej, dzielnicowej miasta wyłączonego z województwa, Gromadzkiej Rady Narodowej lub rady narodowej osiedla) o przydziale lokalu mieszkalnego. 
Mocą dekretu z dn. 21 grudnia 1945 r. wprowadzono tzw. publiczną gospodarkę lokalami. Wprowadzono ograniczenie prawa właścicieli domu do swobodnego wynajmowania lokali: właściciele domów mogli je wynajmować tylko osobom, którym władza kwaterunkowa "wydała (nadała) przydział". Wszystkie umowy zawarte wbrew przepisom dekretu były z mocy prawa nieważne. Natomiast z chwilą objęcia lokalu na podstawie "udzielonego przydziału" nawiązywał się z mocy samego prawa stosunek najmu między właścicielem nieruchomości a osobą, która otrzymała przydział (art. 5 i 10 dekretu).